# Grand Prix Allevatori
Le Grand Prix Allevatori (en italien, Gran Premio Allevatori) est une ancienne course hippique de trot attelé se déroulant au mois de décembre sur l'hippodrome de Tor di Valle (it) à Rome en Italie.
Elle est supprimée du programme en 2018, tout comme le Grand Critérium. Les deux épreuves sont remplacées par le Grand Prix Mipaaft Allevamento.
C'était une course de Groupe I réservée aux poulains de 2 ans.
Elle se courait sur la distance de 2 100 mètres. L'allocation s'élèvait en 2017 à 187 000 €.

## Palmarès depuis 1990
| Année | Vainqueur        | Père                | Driver                 | Réd.km |
| ----- | ---------------- | ------------------- | ---------------------- | ------ |
| 2017  | Zlatan           | Napoleon Bar        | Giampaolo Minnucci     | 1'15"1 |
| 2016  | Vivid Wise As    | Yankee Glide        | Enrico Bellei          | 1'14"7 |
| 2015  | Urlo dei Venti   | Mago d'Amore        | Manuele Matteini       | 1'16"5 |
| 2014  | Theodor Grif     | Varenne             | Santo Mollo            | 1'16"1 |
| 2013  | Sceicco          | Look de Star - Iuta | Andrea Guzzinati       | 1'15"3 |
| 2012  | Re Italiano Ur   | Ganymède            | Roberto Andreghetti    | 1'14"9 |
| 2011  | Pascia’ Lest     | Varenne             | Enrico Bellei          | 1'15"5 |
| 2010  | Occhione Jet     | Pine Chip           | Giuseppe Pietro Maisto | 1'16"1 |
| 2009  | New Star FKS     | Toss Out            | Roberto Andreghetti    | 1'14"7 |
| 2008  | Mania            | Lemon Dra           | Jorma Kontio           | 1'15"8 |
| 2007  | Light Kronos     | SJ's Photo          | Enrico Bellei          | 1'15"4 |
| 2006  | Ilaria Jet       | Pine Chip           | Roberto Andreghetti    | 1'16"2 |
| 2005  | Gilly LB         | Supergill           | Andrea Guzzinati       | 1'16"  |
| 2004  | Fauve Grif       | Viking Kronos       | Marco Smorgon          | 1'17"6 |
| 2003  | Ellymay          | Supergill           | Pietro Gubellini       | 1'16"2 |
| 2002  | Doctor Rex       | Crowning Classic    | Roberto Andreghetti    | 1'16"2 |
| 2001  | Calypso Capar    | Supergill           | Torbjörn Jansson       | 1'17"5 |
| 2000  | Brandy dei Fiori | Waikiki Beach       | Biagio Lo Verde        | 1'16"5 |
| 1999  | Amity LB         | Valley Victory      | Jorma Kontio           | 1'16"4 |
| 1998  | Zambesi Bi       | Crown's Invitation  | Jan Nordin             | 1'16"2 |
| 1997  | Viking Kronos    | American Winner     | Lutfi Kolgjini         | 1'15"6 |
| 1996  | Ulterior Font    | Joie de Vie         | Nicola Merola          | 1'16"4 |
| 1995  | Tabor Land SM    | Park Avenue Joe     | Pier-Luigi d'Angelo    | 1'15"9 |
| 1994  | Sec Mo           | Ebsero Mo           | Glauco Cicognani       | 1'16"2 |
| 1993  | Ruby di Jesolo   | Bion di Jesolo      | Mauro Baroncini        | 1'16"6 |
| 1992  | Pizzocchi        | Justacinch          | Pasquale Esposito Jr   | 1'17"2 |
| 1991  | Offen LB         | Torway              | Carlo Bottoni          | 1'17"3 |
| 1990  | Nettare Dei      | Super Crown         | Carlo Bottoni          | 1'19"1 |
| 1989  | Mint di Jesolo   | Gator Lobell        | Antonio Luongo         | 1'16"4 |
| 1988  | Lurabo Blue      | Sharif di Iesolo    | Håkan Wallner          | 1'16"1 |
| 1987  | Indro Park       | Sharif di Iesolo    | Lorenzo Baldi          | 1'16"7 |
| 1986  | Gorez            | Zebu                | Lamberto Guzzinati     | 1'18"6 |
| 1985  | Futuro Red       | Duke Hanover        | Edoardo Gubellini      | 1'17"6 |
| 1984  | Window W         | Zoot Suit           | Olle Goop              | 1'17"6 |